# بغرام

بغرام هي بلدة أفغانية وهي عاصمة مقاطعة بغرام في ولاية بروان. تبعد حوالي 25 كم شمال العاصمة كابل ويوجد بالبلدة قاعدة بغرام العسكرية.